# Gerd Gruber (Eishockeyspieler)
Gerd Gruber (* 27. April 1982 in Graz) ist ein ehemaliger österreichischer Eishockeyspieler, der vor allem für die EC Graz 99ers und den EHC Linz in der österreichischen Eishockey-Liga aktiv war, und heute als Trainer tätig ist. Auch im Inlinehockey war Gruber Nationalspieler Österreichs.

## Karriere
Gruber begann seine Karriere im Nachwuchs des EC Graz, wo er bereits mit 16 Jahren in der österreichischen  Eishockey-Liga spielen sollte. Dazu kam es aber nicht, weil das Team aus Grubers Geburtsstadt zahlungsunfähig wurde und den Spielbetrieb einstellen musste. So kam er erst in der Spielzeit 1999/2000 bei den EC Graz 99ers eine Klasse tiefer in der Nationalliga zu seinem Herren-Debüt und konnte mit dem neugegründeten Klub gleich den Aufstieg in die österreichische Eishockeyliga schaffen. In der Eliteliga des Alpenlandes spielte er dann bis 2005 mit den Grazern, ehe er für ein Jahr zu den Vienna Capitals, dem damals amtierenden Meister, ging. Anschließend spielte er von 2006 bis 2010 Jahre für den EHC Linz. Nach vier Jahren in Oberösterreich kehrte er in seine steirische Heimat zurück und schloss sich dem ATSE Graz aus der Nationalliga an. Nachdem der Klub trotz des Vizemeistertitels 2012 den Spielbetrieb einstellte, wechselte er zur VEU Feldkirch in die Inter-National-League, die Nachfolgeliga der Nationalliga. Nachdem er 2013 seine Karriere beendet hatte, half er in der Saison 2015/16 beim viertklassigen EV Krems aus.

### International
Im Juniorenbereich spielte Gruber für Österreich bei den U18-B-Weltmeisterschaften 1999 und 2000 sowie der U20-C-Weltmeisterschaft 1999 und nach der Umstellung auf das heutige Divisionensystem bei den U20-Weltmeisterschaften der Division I 2001 und 2002.
In der Herren-Nationalmannschaft debütierte er in der Spielzeit 2006/07. Er nahm 2008 an der Weltmeisterschaft der Division I teil, wo der Aufstieg in die Top-Division gelang. Anschließend wurde er bis 2010 noch mehrfach in der Nationalmannschaft eingesetzt, aber nicht mehr Weltmeisterschaftsturniere nominiert.

### Trainerkarriere
Nach seiner aktiven Laufbahn wurde Gruber als Trainer tätig. Anfangs war er als Spielertrainer für den EV Krems aktiv, ehe er bei den U18-Weltmeisterschaften der Division I 2017 und 2018 als Assistenzcoach der Österreicher im Einsatz war.

### Inlinehockey
Auch im Inlinehockey spielte Gruber für Österreich international, so stand er im Kader der Alpenländler bei der Weltmeisterschaft der Division I 2014 im tschechischen Pardubice.

## Erfolge und Auszeichnungen
- 1999 Gewinn der Nationalliga mit den EC Graz 99ers und Aufstieg in die österreichische Eishockey-Liga
- 2008 Aufstieg in die Top-Division bei der Weltmeisterschaft der Division I, Gruppe A

## ÖEHL-Statistik
(Stand: Ende der Saison 2009/10)